# مدرب مؤقت
مدرب مؤقت، (بالإنجليزية: Caretaker manager)، وفقًا لمصطلحات كرة القدم، هو شخص يتولى مسؤولية مؤقتة لتدريب نادٍ لكرة القدم، عادةً عندما يتم إنهاء التعاقد مع المدرب الحالي، أو مغادرته إلى ناد آخر. أو في حالة تعليق عمل المدرب، أو مرضه، أو عدم القدرة على الحضور لأداء واجباته المعتادة. يُعيّن المدرّب المؤقت فورًا من قِبل الرئيس التنفيذي للنادي، وعادة ما يكون المدير الرياضي أو مساعد المدرب السابق.

## المدرب المؤقت في أوروبا الشرقية

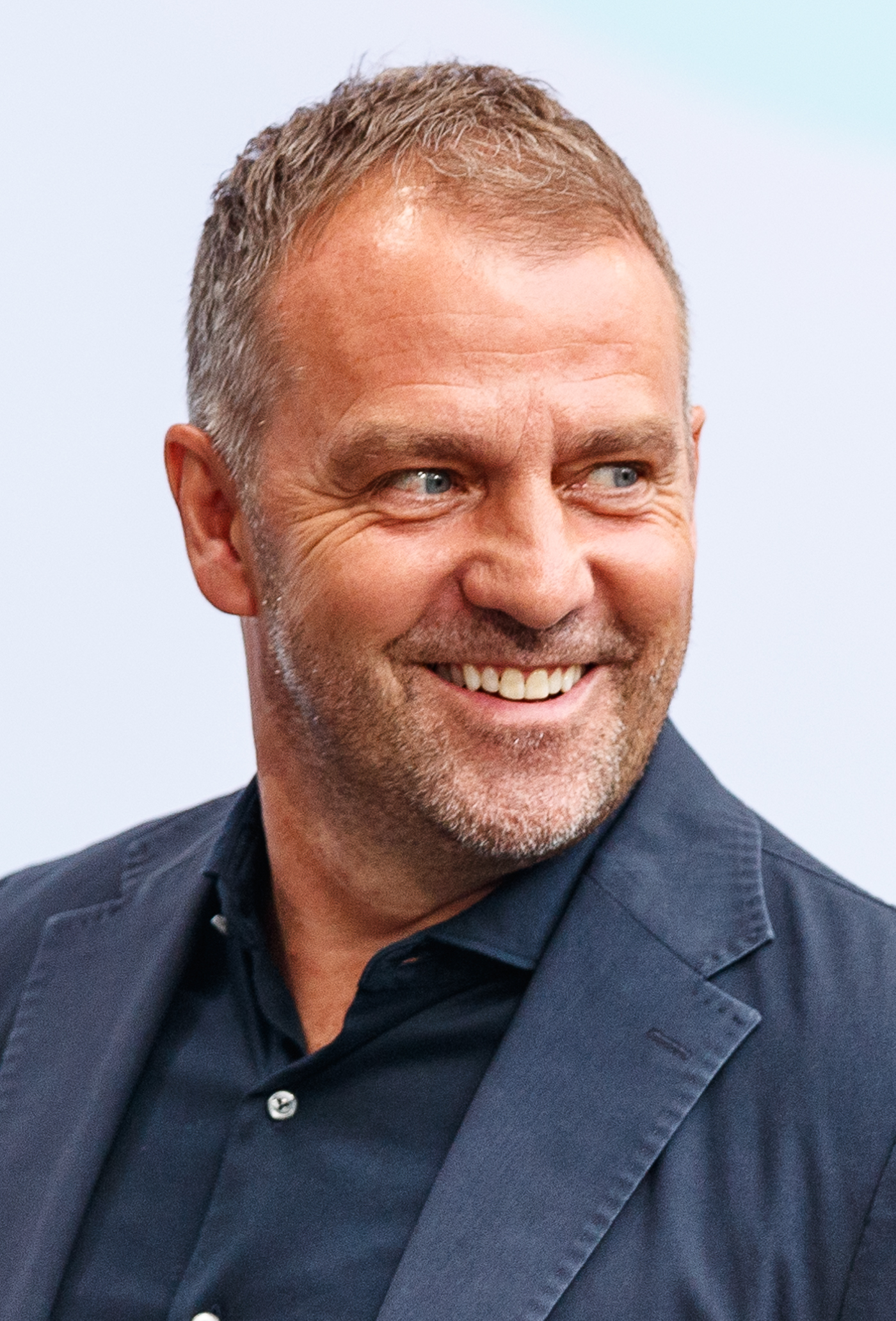
شغل هانزي فليك منصب المدير الفني المؤقت لبايرن ميونخ في عام 2019، بعد استقالة نيكو كوفاتش. وفي النهاية تمت ترقيته إلى منصب المدير الدائم.

هم مدربون رئيسيون، يحملون واجبات محددة، أو أحيانًا واجبات مؤقتة. كما أنه ليس لديهم ترخيص من (UEFA Pro Licence)، ليكونوا مدربين رئيسيين (مديرين).
عادة، واجبات المدرب المؤقت يؤديها مساعد مدرب. ويمكن أيضًا تعيين مدرب مؤقت خارجي، بدلاً من توظيف مساعد مدرب أو المدير الرياضي للنادي، في حال تم فسخ التعاقد مع الطاقم التدريبي بالكامل.